# Diego Capel
Diego Ángel Capel Trinidad (* 16. února 1988, Albox, Španělsko) je španělský fotbalový útočník, od léta 2016 hráč klubu RSC Anderlecht. Hraje převážně na křídle.

## Klubová kariéra
V mládí hrál v FC Barcelona, odkud posléze přešel do týmu Sevilla FC, v jehož dresu debutoval v profesionálním fotbale. S klubem vyhrál dvakrát Pohár UEFA (2005/06, 2006/07) a jednou Superpohár UEFA (2006).
V červenci 2011 přestoupil do portugalského klubu Sporting Lisabon, kde podepsal pětiletou smlouvu. V letech 2015–2016 hrál za italský FC Janov. Od roku 2020 je hráčem maltského mužstva Birkirkara FC.

## Reprezentační kariéra

### Mládežnické reprezentace
Diego Capel působil v mládežnických reprezentacích Španělska. 

Zúčastnil se Mistrovství Evropy hráčů do 19 let 2006 v Polsku, odkud si se spoluhráči přivezl zlaté medaile.
Se španělskou reprezentací do 20 let se zúčastnil Mistrovství světa hráčů do 20 let 2007 v Kanadě. 

S týmem do 21 let vyhrál roku 2011 Mistrovství Evropy U21 v Dánsku, kde Španělé zvítězili ve finále nad Švýcarskem 2:0. 

V létě 2012 byl zařazen na soupisku pro Letní olympijské hry 2012 v Londýně. Španělsko (které mělo na soupisce i hráče z A-mužstva) zde bylo po vítězství na EURU 2012 největším favoritem, ale po dvou prohrách 0:1 (s Japonskem a Hondurasem) a jedné remíze s Marokem (0:0) vypadlo překvapivě již v základní skupině D.

### A-mužstvo
V A-mužstvu Španělska přezdívaném La Furia Roja debutoval 20. 8. 200 v přátelském zápase v Kodani proti domácímu týmu Dánska (výhra 3:0). 6. září 2008 nastoupil ještě do kvalifikačního střetnutí v Murcii proti Bosně a Hercegovině (výhra 1:0).